# Case of HIMURO
『Case of HIMURO』（ケース・オブ・ヒムロ）は、日本のシンガーソングライターである氷室京介の4作目のベスト・アルバム。
2003年3月19日に東芝EMIのCapitol Recordsレーベルからリリースされた。ポリドール・レコードからの移籍第一弾として、またベスト・アルバムとしては『Ballad〜La Pluie』（2001年）以来およそ1年半ぶり、その他の作品も含めると『beat haze odyssey』（2000年）以来およそ2年5か月振りで、ソロ活動15周年記念作品としてリリースされた。
ソロ・デビュー・シングル「ANGEL」（1988年）から8枚目のアルバム『MELLOW』（2000年）に至るまで、12年分のシングルおよびアルバムから選曲されている他、BOØWY時代の曲である「ハイウェイに乗る前に」（1985年）、「CLOUDY HEART」（1985年）、「わがままジュリエット」（1986年）やソロ曲「ANGEL」のセルフカバーが収録されている。マスタリングはアメリカ合衆国のマーカソン・マスタリングにてスティーブン・マーカソンによって行われている。
本作はオリコンアルバムチャートにおいて最高位第7位となり、売り上げ枚数は20万枚を超えたため日本レコード協会からゴールド認定を受けている。

## 背景
9枚目のオリジナル・アルバム『Beat haze odyssey』（2000年）リリース後、氷室は「KYOSUKE HIMURO TOUR 2000 "BEAT HAZE ODYSSEY"」と題したコンサートツアーを同年10月18日の結城市民文化センターアクロスからツアーファイナルとなった12月31日の国立代々木競技場 第二体育館公演まで、21都市全36公演を実施した。
2001年9月27日には初のバラード・ベスト・アルバム『Ballad〜La Pluie』をリリース、またシングル「Girls Be Glamorous」（2001年）のカップリング曲であった「REVOLVER」がテレビ朝日系列ドキュメンタリー番組『たけしの万物創世紀』（1995年 - 2001年）のエンディングテーマとして使用された。しかし、同年はそれ以外では目立った活動はない状態となった。
2002年10月に氷室は「BeatNix」レーベルを擁していたポリドール・レコードから離脱し古巣の東芝EMIに移籍する事を発表。東芝EMI所属のディレクターであった子安次郎は氷室との共同作業を望んでいた事もあり、氷室が共住しているロサンゼルスの自宅を訪れる事となった。子安は過去数年間の出来事や日本の音楽業界の状況などを語っていたところ、氷室から次作アルバムの前に15周年という区切りで過去作品の集大成をリリースする事を要望され、本作のリリースが決定した。

## 構成
下記のシングルおよびアルバムから選曲されている。なお、シングル「MISTY〜微妙に〜」（1989年）、「Good Luck My Love」（1992年）、「SLEEPLESS NIGHT 〜眠れない夜のために〜」（1999年）、「永遠 〜Eternity〜」（2000年）、「炎の化石」（2000年）、「Girls Be Glamorous」（2001年）およびアルバム『Beat haze odyssey』（2000年）のアルバム収録曲は収録されていない。新録曲は全てロサンゼルスでレコーディングされた。「ANGEL2003」に関して子安は、ライブでの実績により同曲が進化してきた事を感じたと述べた他、歌詞やサウンドが尖ったものになっていた事や世界の音楽情勢が変化していたためそれらを取り込んだ形にしたい欲求が氷室にあったのではないかと推測している。また「ANGEL2003」のレコーディングでは15年前のテンションの高いボーカルに勝つことが出来ず、ボーカル録りに時間が掛かったという。
シングル
- 「わがままジュリエット」（1986年）
- 「ANGEL」（1988年）
- 「DEAR ALGERNON」（1988年）
- 「SUMMER GAME」（1989年）
- 「JEALOUSYを眠らせて」（1990年）
- 「LOVER'S DAY」（1990年） - 「JEALOUSYを眠らせて」のカップリング曲。
- 「CRIME OF LOVE」（1991年）
- 「Urban Dance」（1992年）
- 「KISS ME」（1992年）
- 「VIRGIN BEAT」（1994年）
- 「魂を抱いてくれ」（1995年）
- 「STAY」（1996年）
- 「SQUALL」（1996年）
- 「WALTZ」（1997年）
- 「NATIVE STRANGER」（1997年）
- 「HEAT」（1997年）
- 「ダイヤモンド・ダスト」（1999年）

アルバム
- 『BOØWY』（1985年） - 「ハイウェイに乗る前に」、「CLOUDY HEART」（初回限定盤のみ）
- 『FLOWERS for ALGERNON』（1988年） - 「ANGEL」、「LOVE&GAME」、「ROXY」、「ALISON」
- 『NEO FASCIO』（1989年） - 「COOL」、「CALLING」
- 『Higher Self』（1991年） - 「WILD AT NIGHT」、「MOON」
- 『Memories Of Blue』（1993年） - 「Memories Of Blue」、「RAINY BLUE」
- 『SHAKE THE FAKE』（1994年） - 「SHAKE THE FAKE」
- 『MISSING PIECE』（1996年） - 「PLEASURE SKIN」
- 『I・DÉ・A』（1997年） - 「NO MORE FICTION」
- 『MELLOW』（2000年） - 「Silent Blue」

## 楽曲

### DISC 1
1. 「ANGEL」
1枚目のシングル。詳細は「ANGEL」の項を参照。
2. 「LOVE & GAME」
1枚目のアルバム『FLOWERS for ALGERNON』収録曲。
3. 「ROXY」
アルバム『FLOWERS for ALGERNON』収録曲。前奏がカットされているバージョンが収録されている。
4. 「DEAR ALGERNON」
2枚目のシングル。詳細は「DEAR ALGERNON」の項を参照。
5. 「ALISON」
アルバム『FLOWERS for ALGERNON』収録曲。
6. 「SUMMER GAME」
3枚目のシングル。詳細は「SUMMER GAME」の項を参照。
7. 「COOL」
2枚目のアルバム『NEO FASCIO』収録曲。
8. 「CALLING」
アルバム『NEO FASCIO』収録曲。
9. 「JEALOUSY」
5枚目のシングル。ベストアルバム『Collective SOULS 〜THE BEST OF BEST〜』（1998年）のバージョンが収録されている。詳細は「JEALOUSYを眠らせて」の項を参照。
10. 「CRIME OF LOVE」
6枚目のシングル。詳細は「CRIME OF LOVE」の項を参照。
11. 「WILD AT NIGHT」
3枚目のアルバム『Higher Self』収録曲。
12. 「LOVER'S DAY」
シングル「JEALOUSYを眠らせて」のカップリング曲。
13. 「MOON」
アルバム『Higher Self』収録曲。
14. 「URBAN DANCE」
7枚目のシングル。シングル・バージョンは本作にてアルバム初収録となった。詳細は「Urban Dance」の項を参照。
15. 「MEMORIES OF BLUE」
8枚目のシングル「Good Luck My Love」のカップリング曲。4枚目のアルバム『Memories Of Blue』に収録されているアルバム・バージョンとなっている。
16. 「RAINY BLUE」
アルバム『Memories Of Blue』収録曲。
17. 「KISS ME」
9枚目のシングル。アルバム『Memories Of Blue』に収録されているアルバム・バージョンとなっている。

### DISC 2
1. 「VIRGIN BEAT」
10枚目のシングル。5枚目のアルバム『SHAKE THE FAKE』に収録されているアルバム・バージョンとなっている。詳細は「VIRGIN BEAT」の項を参照。
2. 「SHAKE THE FAKE」
アルバム『SHAKE THE FAKE』収録曲。
3. 「PLEASURE SKIN」
シングル「SQUALL」のカップリング曲。前曲と繋がるように編集されている。
4. 「STAY」
12枚目のシングル。詳細は「STAY」の項を参照。
5. 「SQUALL」
13枚目のシングル。詳細は「SQUALL」の項を参照。
6. 「WALTZ」
14枚目のシングル。詳細は「WALTZ」の項を参照。
7. 「魂を抱いてくれ」
11枚目のシングル。6枚目のアルバム『MISSING PIECE』に収録されているアルバム・バージョンとなっている。詳細は「魂を抱いてくれ」の項を参照。
8. 「NATIVE STRANGER」
15枚目のシングル。7枚目のアルバム『I・DÉ・A』に収録されているアルバム・バージョンとなっている。詳細は「NATIVE STRANGER」の項を参照。
9. 「NO MORE FICTION」
アルバム『I・DÉ・A』収録曲。
10. 「HEAT」
16枚目のシングル。シングル・バージョンの2〜3番のBメロ部分のコーラスパートが1番のBメロにおいても適用されているバージョンが収録されている。詳細は「HEAT」の項を参照。
11. 「SILENT BLUE」
18枚目のシングル「ダイヤモンド・ダスト」のカップリング曲。8枚目のアルバム『MELLOW』に収録されているアルバム・バージョンとなっている。
12. 「DIAMOND DUST」
18枚目のシングル。アルバム『MELLOW』に収録されているアルバム・バージョンとなっている。詳細は「ダイヤモンド・ダスト」の項を参照。
13. 「JULIET」
BOØWYの3枚目のシングル「わがままジュリエット」のセルフカバーが収録されている。
14. 「TO THE HIGHWAY」
BOØWYの3枚目のアルバム『BOØWY』収録曲である「ハイウェイに乗る前に」のセルフカバーが収録されている。
15. 「ANGEL2003」
シングル「ANGEL」のリテイク・バージョンが収録されている。
16. 「CLOUDY HEART」（初回盤のみの収録）
BOØWYの楽曲である「CLOUDY HEART」のセルフカバーが収録されている。

## リリース、批評、チャート成績
| 専門評論家によるレビュー | 専門評論家によるレビュー |
| レビュー・スコア         | レビュー・スコア         |
| 出典                     | 評価                     |
| ------------------------ | ------------------------ |
| CDジャーナル             | 肯定的                   |

本作は2003年3月19日に東芝EMIのCapitol Recordsレーベルから2枚組CDでリリースされた。本作は通常盤においても特殊な紙ジャケット仕様となっており、また初回限定盤のみ「CLOUDY HEART」の新録バージョンが収録されている。BOØWY解散後にライブで度々BOØWYの楽曲を演奏する事はあったものの、正式にレコーディングされたのは初めての事であり当時は話題になったが、本作関連でのテレビ出演は一切しなかった。同年、ソロデビューシングル「ANGEL」のリリース日であった7月21日には東芝EMI所属時の8枚のアルバムが再リリースされた他、同日にシングル「Claudia」もリリースされた。
音楽情報サイト『CDジャーナル』では、「ROXY」は「間奏のカラフルなアンサンブルとエンディングの長めのギター・ソロも聴きどころ」、「ALISON」は「BOØWY時代のバラードとは明らかに異なる味わいを醸し出している」、「CALLING」は「全霊を込めて歌い上げるサビのヴォーカルが最大の聴きどころ」、「MEMORIES OF BLUE」は「BOØWY的ビート感から脱却した氷室京介を象徴する1曲」、「PLEASURE SKIN」は「分厚いサウンドにも勝る氷室京介の存在感も特筆に値する」、「JULIET」は「温もりに満ちたアコギのサウンドと軽やかな打ち込みトラックが特徴的」、「TO THE HIGHWAY」は「聴き比べられるリスクを負いながらも、過去の楽曲にチャレンジする氷室京介のひた向きな姿勢はやはり“ロック”だ」、「ANGEL2003」は「音質が良くなっているのは当然だが、細かい表情がより豊かになった氷室の歌もまた魅力的」と各楽曲を肯定的に評価した他、アルバム全体について「BOØWY時代の名曲を特別に録音し直した音源も含む決定盤」と称賛した。
本作はオリコンアルバムチャートにおいて最高位第7位の登場回数27回で、売り上げ枚数は21.4万枚となった。また、タワーレコードの売り上げチャート「アルバム総合」部門において2003年3月17日付けで渋谷で12位、新宿で11位となった他、「ジャパニーズ ロック&ポップス アルバム」部門では10位となった。

## ツアー
本作を受けてのコンサートツアーは開催されなかったが、同年7月20日に本作を受けた1日限りのライブ「15th Anniversary Special LIVE Case of HIMURO」が開催され、約3万5千人を動員した。3万枚用意されたチケットは発売直後15分で完売し、2年半ぶりに行われたこのライブでは4時間に亘り全36曲が演奏された。また、同ライブの模様を記録したライブ・ビデオ『CASE OF HIMURO 15th Anniversary Special LIVE』が同年11月25日にリリースされた。

## 収録曲
CDブックレットに記載されたクレジットを参照。
| #         | タイトル             | 作詞               | 作曲               | 編曲                 | 時間  |
| --------- | -------------------- | ------------------ | ------------------ | -------------------- | ----- |
| 1.        | 「ANGEL」            | 氷室京介           | 氷室京介           | 吉田建、氷室京介     | 3:49  |
| 2.        | 「LOVE & GAME」      | 氷室京介           | 氷室京介           | 吉田建、氷室京介     | 4:17  |
| 3.        | 「ROXY」             | 氷室京介           | 氷室京介、吉田建   | 吉田建、氷室京介     | 3:55  |
| 4.        | 「DEAR ALGERNON」    | 氷室京介           | 氷室京介           | 吉田建、氷室京介     | 3:48  |
| 5.        | 「ALISON」           | 氷室京介、松井五郎 | 氷室京介           | 吉田建、氷室京介     | 5:19  |
| 6.        | 「SUMMER GAME」      | 氷室京介           | 氷室京介           | 氷室京介、佐久間正英 | 3:28  |
| 7.        | 「COOL」             | 松井五郎           | 氷室京介           | 氷室京介、佐久間正英 | 4:05  |
| 8.        | 「CALLING」          | 氷室京介、松井五郎 | 氷室京介           | 氷室京介、佐久間正英 | 5:00  |
| 9.        | 「JEALOUSY」         | 松井五郎、氷室京介 | 氷室京介           | 氷室京介、西平彰     | 4:02  |
| 10.       | 「CRIME OF LOVE」    | 氷室京介           | 氷室京介           | 西平彰、SP≒EED       | 3:52  |
| 11.       | 「WILD AT NIGHT」    | 松井五郎           | 氷室京介、友森昭一 | 西平彰、SP≒EED       | 2:52  |
| 12.       | 「LOVER'S DAY」      | 氷室京介           | 氷室京介           | 氷室京介、西平彰     | 5:14  |
| 13.       | 「MOON」             | 松井五郎           | 氷室京介           | 西平彰、SP≒EED       | 5:33  |
| 14.       | 「URBAN DANCE」      | 氷室京介           | 氷室京介           | 西平彰               | 4:27  |
| 15.       | 「MEMORIES OF BLUE」 | 松井五郎           | 氷室京介           | 西平彰               | 5:11  |
| 16.       | 「RAINY BLUE」       | 松井五郎           | 氷室京介           | 西平彰               | 4:40  |
| 17.       | 「KISS ME」          | 松井五郎           | 氷室京介           | 西平彰               | 3:36  |
| 合計時間: | 合計時間:            | 合計時間:          | 合計時間:          | 合計時間:            | 73:08 |

| #         | タイトル            | 作詞               | 作曲                                 | 編曲                       | 時間  |
| --------- | ------------------- | ------------------ | ------------------------------------ | -------------------------- | ----- |
| 1.        | 「VIRGIN BEAT」     | 松井五郎           | 氷室京介                             | ホッピー神山               | 5:22  |
| 2.        | 「SHAKE THE FAKE」  | 松井五郎           | 氷室京介                             | 佐橋佳幸                   | 4:32  |
| 3.        | 「PLEASURE SKIN」   | 松井五郎           | 氷室京介、佐橋佳幸                   | 佐橋佳幸                   | 3:54  |
| 4.        | 「STAY」            | 松井五郎           | 氷室京介                             | 氷室京介、美久月千晴       | 4:37  |
| 5.        | 「SQUALL」          | 松井五郎、氷室京介 | 氷室京介                             | 氷室京介、美久月千晴       | 4:11  |
| 6.        | 「WALTZ」           | 氷室京介           | 氷室京介                             | 氷室京介、美久月千晴       | 5:23  |
| 7.        | 「魂を抱いてくれ」  | 松本隆             | 氷室京介                             | 佐橋佳幸                   | 5:15  |
| 8.        | 「NATIVE STRANGER」 | 松井五郎           | 氷室京介                             | 佐久間正英                 | 4:16  |
| 9.        | 「NO MORE FICTION」 | 氷室京介           | 氷室京介、スティーヴ・スティーヴンス | スティーヴ・スティーヴンス | 3:55  |
| 10.       | 「HEAT」            | 松井五郎           | 氷室京介                             | スティーヴ・スティーヴンス | 5:05  |
| 11.       | 「SILENT BLUE」     | 森雪之丞           | 氷室京介                             | 氷室京介、キム・ブラード   | 5:02  |
| 12.       | 「DIAMOND DUST」    | 森雪之丞           | 氷室京介                             | ポール・バックマスター     | 5:16  |
| 13.       | 「JULIET」          | 氷室京介           | 氷室京介                             |                            | 5:05  |
| 14.       | 「TO THE HIGHWAY」  | 松井五郎、氷室京介 | 氷室京介                             |                            | 3:47  |
| 15.       | 「ANGEL2003」       | 氷室京介           | 氷室京介                             |                            | 4:00  |
| 合計時間: | 合計時間:           | 合計時間:          | 合計時間:                            | 合計時間:                  | 69:37 |

| #         | タイトル         | 作詞      | 作曲      | 編曲      | 時間  |
| --------- | ---------------- | --------- | --------- | --------- | ----- |
| 16.       | 「CLOUDY HEART」 | 氷室京介  | 氷室京介  |           | 5:44  |
| 合計時間: | 合計時間:        | 合計時間: | 合計時間: | 合計時間: | 75:24 |

## スタッフ・クレジット
CDブックレットに記載されたクレジットを参照。
- スティーブン・マーカソン – マスタリング・エンジニア
- his – アート・ディレクション、デザイン

## チャート、認定
| チャート         | 最高順位 | 登場週数 | 売上数   | 出典  |
| ---------------- | -------- | -------- | -------- | ----- |
| 日本（オリコン） | 7位      | 27回     | 21.4万枚 | [ 1 ] |

| 国/地域 | 認定組織         | 日付      | 認定           | 売上数   | 出典   |
| ------- | ---------------- | --------- | -------------- | -------- | ------ |
| 日本    | 日本レコード協会 | 2003年4月 | ゴールド（旧） | 200,000+ | [ 12 ] |
| 日本    | 日本レコード協会 | 2003年7月 | ゴールド（新） | 100,000+ | [ 2 ]  |

## リリース日一覧
| No. | リリース日    | レーベル                 | 規格    | カタログ番号 | 備考                                | 出典          |
| --- | ------------- | ------------------------ | ------- | ------------ | ----------------------------------- | ------------- |
| 1   | 2003年3月19日 | 東芝EMI／Capitol Records | 2枚組CD | TOCT-25005   | 初回限定盤、ボーナストラック1曲収録 | [ 7 ] [ 13 ]  |
| 2   | 2003年3月19日 | 東芝EMI／Capitol Records | 2枚組CD | TOCT-25008   | 通常盤                              | [ 14 ] [ 15 ] |